# 하동 쌍계사 명부전
하동 쌍계사 명부전(河東 雙磎寺 冥府殿)은 경상남도 하동군 화개면 운수리, 쌍계사에 있는 조선시대의 건축물이다. 
1974년 12월 28일 경상남도의 유형문화재 제123호 쌍계사 명부전으로 지정되었다가, 2018년 12월 20일 현재의 명칭으로 변경되었다.

## 개요
쌍계사는 지리산 남쪽 기슭에 있는 절로 통일신라 성덕왕 23년(723)에 삼법이 지었으며, 문성왕 2년(840)에 진감국사가 다시 지었다. 원래 이름은 옥천사였으나 정강왕(재위 886∼887) 때 쌍계사로 이름을 바꾸었다. 임진왜란 때 불타 없어진 것을 벽암이 조선 인조 10년(1632)에 다시 지어 오늘에 이르고 있다.
쌍계사 명부전은 숙종 13년(1687)에 성안대사가 지었고, 숙종 36년(1710)에 신민대사가 수리하여 오늘에 이르고 있는 건물이다. 앞면 5칸·옆면 2칸으로 지붕은 옆면이 사람 인(人)자 모양인 맞배지붕이다.
명부전은 지장전, 업경전이라고도 한다. 지장보살을 중심으로 10대 제왕을 모시고 있다. 지장보살이 강조될 때는 지장전이라 하고, 10대 제왕이 강조될 때는 명부전이라 한다. 명부전은 칠성각, 산신각처럼 한국절의 특유한 법당으로 한국불교의 토착화 과정을 나타내는 좋은 증거가 된다.

## 같이 보기
- 쌍계사

## 참고 문헌
- 쌍계사명부전 - 국가유산청 국가유산포털